# Мустафа (филм)
Мустафа је турски биографски документарац из 2008. године о Мустафи Кемалу Ататурку, оснивачу и првом председнику Републике Турске, који је написао и режирао Цан Дундар. Филм, који се контроверзно концентрише на Ататурков лични живот, први је документарац који покрива Ататурков живот од његових раних година до смрти. Објављен је на Дан Републике 2008. године, како би се поклопио са 85. годишњицом оснивања Републике Турске.   

## Продукција
У припреми за продукцију направљен је детаљан преглед литературе о књигама написаним о Ататурку, домаћим и међународним новинама и дипломатским писмима. Дундар и његов тим добили су посебан приступ многим националним и међународним архивама, укључујући и оне у кабинету председника и Генералштабу, откривајући неколико раније невиђених фотографија, мемоара, специјалних писама и рукописа Ататурка који су коришћени у продукцији. 
Филм је сниман током девет месеци на локацијама укључујући Солун, Битољ, Берлин, Дамаск, Софију, Карлсбад и Истанбул, места где је Ататурк живео, а неке сцене су снимане у соби у којој је рођен и у којој је умро. У документарцу су коришћене његове личне ствари, мемоари, седиште у коме је радио, куће у којима је живео, документи које је оставио, песме које су му се допале и примедбе које је изговорио. 
Горан Бреговић је компоновао музику за филм, који је био веома хваљен. 

## Радња
Документарац говори о Ататурковом животу са објективне тачке гледишта и покушава да пружи саосећајан приказ приче из стварног живота. Филм га одваја од познатих стереотипа и представља га као човека који има страхове, слабости, жеље и идеале. То је први филм који осликава приватну страну вође, који је, према речима аутора филма, остао усамљен упркос томе што је био међу гомилом.

## Глумци
- Јеткин Дикиилер
- Бахадир Јазићи
- Кемалетин Канли
- Улаш Канли
- Назан Гезер
- Саадет Озен
- Садет Туркер
- Нејат Семерци
- Селин Соилу
- Мустафа Сутку

## Издање

### Фестивалске пројекције
- 45. филмски фестивал Златна наранџа у Анталији (10—19. октобар 2008.) [1]
- Сајам књига у Франкфурту 2008. (16. октобар 2008.)

## Пријем
Током прве недеље приказивања у Турској, филм је приказан у више од 200 биоскопа. Видело га је 772.694 људи у првих 12 дана. Неки од његових критичара користили су медије да обесхрабре људе да то виде.

### Рецензије
Дундар је, према рецензенту Емине Јилдирм, „веома поштован новинар и један од најцењенијих стручњака за републичку историју“ који „истражује, користећи обимне архиве и пажљиво израђене реконструисане сцене, а не само политичка, али лична искушења и невоље оснивача модерне Турске, подржане проницљиво артикулисаним наративом и дирљивом музиком Горана Бреговића“, али „осим неколико анегдота, његов филм не представља ништа што већ не знамо о Ататурку“. „У реконструкцијама се користе различити глумци у различитим периодима живота Мустафе Кемала, али никада јасно не видимо лица глумаца, која су скривена у меким сенкама у кинематографији филма, овековечујући појам Ататурка као „надљудске фигуре“ која је изван меса и костију“, наставља Јилдирим, „Али шта ја говорим? Бог зна, шта би било да је Дундар покушао да предузме смелије кораке и све што је открио током својих истрага поделио са нама? Вероватно филм који би био конзервиран.“ 

### Контроверзе
Када је Мустафа пуштен у дистрибуцију, према рецензенту Емраху Гулеру, „то је поделило нацију на двоје, при чему је једна група хвалила филм због приказа Ататурка као људског бића без преседана, док је друга критиковала Дундарове покушаје да свргне вођу. са свог постамента. Контроверза је, наравно, успела за филм. Више од пола милиона људи је гледало Мустафу у првој недељи, што је чињеница која је помогла другим Ататурковим пројектима да крену напред." Касније он наводи да су „пуштена два филма о Ататурку, Збогом и Данашња лекција, Ататурк, при чему је сваки филм гледало око милион људи. 
„Филм је изазвао толико контроверзи и дебата због свог алтернативног погледа на свог протагониста да је Дундар морао бити остарио најмање 10 година због свих увреда које је морао да трпи од армије новинара, колумниста, историчара, политичара, итд.“, рекла је о контроверзи рецензент Емин Јилдирм. „Ако мене питате“, наставио је, „мислио сам да се филм на крају граничи са осредњошћу и да нам заправо не говори ништа што већ не знамо о Ататурку — био је велики вођа, био је визионар, основао је нација од готово зибара, и, да, имао је наклоност према дамама и уживао је у његовим пићима. Нико никоме није рекао да води своју или њену децу да погледају филм ако ће то бити проблем. Али квака је, баш као што стара пословица каже, да нема лошег публицитета осим ваше сопствене читуље, и као такав, Дундару мора барем лакнути када види да је његов филм привукао 1,1 милион гледалаца.“ 
Ататуркова лична прича није добро позната на Западу. Критика је заснована на нивоу његовог приказа у филму. То је у великој мери симпатичан приказ. Филм је укључивао сцене које га приказују подложног депресији и да воли жене и алкохол. Тврди се да су ове сцене деградирале историјски значај и да су служиле интересима исламиста. Дундаров филм изазвао је бурну националну дебату.
Дундар је рекао да филм открива лице истинског и осетљивог лидера. Турски министар културе је такође рекао у одбрану: „Био је људско биће као и ми остали, са својим надама, разочарењима, својим демонима и тренуцима среће“.
Проф. Ахмет Еркан и проф. Орхан Курал, шефови група за борбу против пушења, поднео је жалбу тврдећи да је пушење и тешка конзумација у филму реклама компанија за производњу цигарета.
Дундар је сведочио пред Тужилаштвом у Анкари у децембру 2008. у вези са наводима о промовисању пушења и вређању Ататурковог наслеђа. 
Турксел, главни турски провајдер мобилних телефона, повукао се из уговора о спонзорству, тврдећи да немају сазнања о чињеници да ће се филм концентрисати на Ататурков лични живот.